# Ordre de Sainte-Ursule
« Ursuline » redirige ici. Pour les autres significations, voir Ursuline (homonymie).
Ne pas confondre avec la Compagnie de Sainte-Ursule d'Anne de Xainctonge, une autre congrégation religieuse féminine enseignante.
L'ordre de Sainte-Ursule est un ordre monastique féminin de droit pontifical dont le but est l'éducation des filles. Il tire son origine de la Compagnie de sainte Ursule fondée le 25 novembre 1535 à Brescia par Angèle Mérici. Une communauté est créée à Paris mais la fondatrice transforme la Compagnie en ordre monastique avec clôture et vœux solennels tout en gardant l'enseignement auprès des filles qui viennent à l'école dans les monastères. Des communautés vont être fondées dans d'autres villes de France qui adoptent également la vie monastique et qui sont à l’origine des huit congrégations monastiques d'Ursulines (Paris, Toulouse, Bordeaux, Lyon, Dijon, Tulle, Arles, Avignon). Au XXe siècle, plusieurs unions se forment entre couvents. D'abord en France, avec les Ursulines de l'union romaine (1900), au Canada avec les Ursulines de l'union de Chatham, de langue anglaise, puis les Ursulines de l'union canadienne (1953) de langue française. La clôture est abandonnée et les Ursulines deviennent des congrégations religieuses. L'Ordre de Sainte-Ursule n'existe donc plus sous sa forme d'ordre monastique.

## Compagnie de sainte Ursule
La Compagnie de sainte Ursule est fondée le 25 novembre 1535 à Brescia par Angèle Mérici (1474-1540) sous la forme d'une société de femmes vouées aux œuvres de charité. La plupart sont des domestiques pauvres et analphabètes. Ses membres ne prononcent pas de vœux et ne portent pas d'habit particulier. Elles ne pratiquent pas la vie commune et continuent à vivre dans leur famille. Cependant la règle prévoit la vie en commun pour les membres de la Compagnie sans famille ou malades. La fondatrice place la communauté sous la protection de sainte Ursule. La règle est approuvée le 8 août 1536 par Lorenzo Muzio, vicaire général du diocèse de Brescia. Le chapitre du 18 mars 1537 élit Angèle Merici comme mère.
La fonction administrative est confiée à des veuves de la noblesse bresciane appelées matrones, qui ne sont pas membres de la Compagnie mais exercent collégialement une fonction de représentation de la Compagnie auprès des autorités civiles et religieuses. Le gouvernement est confié à certaines vierges de la Compagnie appelées colonelles car seuls les membres effectifs de la Compagnie ont le droit de vote. Un prêtre exerce une fonction de direction spirituelle mais sans entrer dans le gouvernement. Cette nouvelle forme de vie religieuse permet à des femmes de vivre en dehors des structures traditionnelles (mariage ou vie dans un monastère). De plus, l'organisation est totalement confiée à des femmes ce qui est une conception audacieuse et déconcertante, à contre-courant de la mentalité de l’époque.
À la mort d'Angèle en 1540, de nombreuses personnes critiquent ce nouvel état de vie et des familles s’opposent à l’entrée de leur fille dans la Compagnie, car elles ne sont ni mariées, ni religieuses et ont donc un statut social ambigu. Face à ces difficultés, de nombreuses femmes quittent la Compagnie de Sainte-Ursule poussées à entrer au monastère par le clergé ou leur famille. Lucrèce Lodrone, qui a succédé à Angèle comme mère principale, essaie de trouver une solution et propose le port d’une ceinture à l'exemple des membres de nombreux Tiers-ordre, pour avoir un signe distinctif et se donner une sorte de légitimité. La majorité des veuves et vierges approuvent cette décision sauf une partie de la Compagnie guidée par Ginèvre Luzzago et Gabriel Cozzano, le secrétaire d'Angèle Merici, qui voient dans ce symbole un premier pas vers la vie religieuse monastique. Le 9 juin 1544, la bulle Regimini Universalis Ecclesiae du pape Paul III approuve la Compagnie, ce qui permet aux membres d’avoir un statut canonique légal et de pouvoir bénéficier de legs et donations.
Lucrèce Lodrone meurt en 1551 et Ginèvre Luzzago est élue mère principale. Elle tente de rétablir l'esprit d'origine mais rencontre l'opposition des autres matrones, qui restent fidèles aux réformes de Lodrone et élisent Veronique Buzzi comme mère principale. En 1555, le légat apostolique de la République de Venise confirme l’élection de Ginèvre Luzzago comme supérieure légitime mais la contestation demeure. La Compagnie est réunifiée en 1559 avec l'élection de Bianca Porcellaga.
Des écoles de la doctrine chrétienne sont fondés à Brescia en 1554. Ce sont des lieux où les fidèles viennent écouter le catéchisme le dimanche et les jours fériés. Les Ursulines sont les premières à se dévouer à cet apostolat, en particulier auprès des filles. Deux ans plus tard, les premiers livres du catéchisme du concile de Trente sont imprimés. Peu à peu, les sœurs se rendent compte qu’il ne suffit pas de diffuser uniquement la doctrine catholique mais qu'il faut l'étayer par une éducation aux bonnes mœurs ainsi que par l'enseignement de la lecture et de l'écriture.
En 1555, la Compagnie achète une maison pour regrouper les sœurs malades et celles qui les soignent. L'année suivante, plusieurs sœurs vivent ensemble dans les hôpitaux de Brescia pour prendre soin des orphelines et des enfants trouvés. En 1559, Ginèvre Luzzago lègue sa maison à la Compagnie pour que les Vierges puissent y habiter ensemble, surtout les plus pauvres. L’initiative a tellement de succès que les matrones décident qu’on ne peut y rester plus de trois ans, pour laisser la possibilité à d’autres d'y loger. En 1572, un donateur lègue plusieurs maisons à la Compagnie à condition d’y habiter et d'organiser une maison d'éducation pour jeunes filles. Ainsi plusieurs membres de la Compagnie adoptent la vie commune pour différents motifs : soin des malades, éducation, mais aussi la pauvreté des membres, pour mieux s'en sortir ensemble.
Charles Borromée, archevêque de Milan, introduit la compagnie de sainte Ursule dans son diocèse en 1566 et leur donne une règle modifiée (règle de Milan). Il leur confie des écoles de la doctrine chrétienne. En 1582, il modifie la règle de la Compagnie de Brescia (règle de Brescia réformée). L'évêque de Ferrare, Paolo Leoni, rédige également une règle en 1584 (règle de Ferrare)dérivée de celle de Brescia. L'autorité reste confiée aux femmes et les sœurs sont engagées, selon leur possibilités, dans les écoles de la doctrine chrétienne. Le catéchisme commence ainsi à devenir officiellement la forme d’apostolat propre aux Ursulines.

## Ordre de Sainte-Ursule
César de Bus fonde les prêtres de la doctrine chrétienne à L'Isle-sur-la-Sorgue en 1592, pour enseigner le catéchisme selon les réformes du Concile de Trente. Il est également aidé dans sa mission par des jeunes filles. Après un voyage à Ferrare, Alexandre Bichi, évêque de Carpentras rapporte la règle de la Compagnie de sainte Ursule. Les jeunes filles vivent d'abord dans leur famille puis adoptent la vie en communauté en 1596 sur les conseils de César de Bus. Françoise de Bermond (1572-1628) est nommée supérieure. Cette dernière fonde d'autres communautés à Avignon (1596), Aix-en-Provence (1600), et Arles et Marseille (1602). Ces Ursulines qui vivent en commun, n'ont pas de chapelle privée et pas de sœurs converses. Elles doivent donc pouvoir sortir de leur maison pour aller à l’église, ou effectuer les démarches de la vie quotidienne. Elles sont appelées Ursulines congrégées. La règle de Ferrare est traduite en français et imprimée à Tournon en 1597.
Les congrégées de Paris sont les premières à se transformer en ordre monastique astreint à la clôture et lié par les trois vœux solennels. D'autres maisons d'Ursulines font ensuite la même demande : Toulouse (1614), Bordeaux (1618), Lyon et Dijon (1619) Tulle (1621), Arles (1624) et Avignon (1637). Elles sont à l’origine des huit congrégations monastiques de l’ordre de Sainte-Ursule. Elles gardent toutes l'esprit d’Angèle Merici sous la règle de saint Augustin avec l'enseignement des filles comme but principal, mais avec des coutumes et des constitutions différentes selon la congrégation à laquelle le monastère est rattaché. Par exemple, par l'habit qui est plus ou moins dissemblable ou les prières prescrites (office divin récité en entier ou en partie, office de la Vierge, rosaire, etc).
L'instruction se déroule dans des écoles à l'intérieur des couvents d'Ursulines et s'adresse aux filles de toutes conditions sociales, aussi bien aux pensionnaires de milieu aisé qu'aux externes des classes gratuites dont le nombre est beaucoup plus élevé. Les constitutions de Bordeaux, Toulouse, Langres et Avignon prévoient également d’instruire les femmes pauvres, le dimanche ; et celles de Bordeaux et Toulouse établissent une association de « Dames de Miséricorde » pour les pauvres de la ville, de l’hôpital et pour les prisonniers. Seules les Vierges du Puy-en-Velay refusent la clôture et garde le principe de la Compagnie de Sainte-Ursule selon la spiritualité d'Angèle de Mérici. Elles prennent le nom de sœurs de Saint-Charles du Puy.
Au XVIIe et XVIIIe siècles, il y a un minimum de 366 fondations en France. Le XVIIe siècle voit aussi les Ursulines s'étendre en Europe et en Amérique. En 1622, une congrégation d'Ursulines de la ville de Liège, qui est alors capitale de la principauté de Liège dans le Cercle de Westphalie, s'agrège à la congrégation de Bordeaux. Elles se répandent ensuite dans divers territoires du Saint-Empire romain germanique. Marie de l'Incarnation, religieuse Ursuline de Tours, qui est également de la congrégation de Bordeaux, arrive à Québec le 1er août 1639. De là, elles s'étendent en Nouvelle-Francepuis dans les États-Unis actuels.
Quelques couvents d'Ursulines sympathisent avec le jansénisme dont Clermont-en-Beauvaisis, Beauvais, Orléans, Montpellier et surtout les Ursulines de Saint-Cloud qui refusent, en 1762, les confesseurs envoyés par Christophe de Beaumont, archevêque de Paris, et dénoncent au Parlement de Paris le fait qu'elles sont obligées de se soumettre à la bulle Unigenitus. En 1765, il faut employer la force pour déloger les religieuses rebelles.
Lors de la Révolution française, il existe en Europe environ 400 monastères dont 350 en France, où vivent près de 9000 religieuses. Un millier d’entre elles sont emprisonnées entre 1793 et 1795 ; certaines meurent en détention (onze Ursulines de Niort) et d'autres meurent guillotinées : onze à Valenciennes, seize à Orange, six à Arras (Albertine Briois, religieuse à Arras, Séraphine Pavie, religieuse à Tourcoing, et Barbe Grison, Henriette de Buchy, Reine Beck, Marie-Augustine-Scholastique Minne, religieuses à Cassel), une à Nantes (Angélique Berthelot) et cinq à Bordeaux (Anne Gassiot, Catherine Maret, Jeanne Dumeau, Marguerite Lebret et Jeanne Briolle).
Après la Révolution, le rétablissement de l'ordre est difficile car les religieuses ont été dépossédées de tout. De plus, de nouvelles congrégations de sœurs enseignantes sont nées et naissent à l'époque, centralisées et mieux équipées pour faire face aux besoins après la Restauration. Une centaine de maisons françaises sur 350 est rétablie. La reconstitution des monastères se fait très rarement dans l’ancien couvent des Ursulines mais dans des couvents de religieux expulsés. Le décret du 9 avril 1806 de Jean-Étienne-Marie Portalis, ministre des cultes, autorise provisoirement la congrégation des Ursulines. En 1880, les Ursulines françaises sont plus de 4 000 dans 115 monastères et éduquent environ  21 000 élèves.
Le XIXe puis le XXe siècle voient la création de nombreux instituts religieux enseignants à vœux simples, dont des congrégations qui s'inspirent des constitutions des Ursulines et de la spiritualité d'Angèle Merici. Les Ursulines de la Vierge Immaculée (1818), des filles de Marie Immaculée (1856), de saint Jérôme (1857) dont dérivent celles du Sacré-Cœur de Jésus (it) (1893), du Cœur de Jésus (1901), du Sacré-Cœur de Marie (1907), de la Sainte Famille (1908), du saint Crucifix (1921), du Mont Sacré de Varallo (1930) en Italie. Les Ursulines de Tildonk (1822) dont dérivent les Ursulines de Wavre-Notre-Dame (1841) et de Hassel (1952) en Belgique.  Les Ursulines de Calvarienberg (1838) en Allemagne. Les Ursulines du Cœur de Jésus Agonisant (1920) en Pologne. Les Ursulines de Bergen (1898) aux Pays-Bas. Les Ursulines de Malte (1887). Les Ursulines de Brentwood (1903) en Angleterre, de Prelate au Canada (1919), les Compagnes de Sainte Angèle (1954) en Afrique du Sud, les Ursulines franciscaines (it), les Servantes des Pauvres de Pattuvam (it) (1969) et les Sœurs Satyaseva catéchistes des familles (1977) en Inde.
Aux États-Unis, les Ursulines de Brown County (it) (1845) qui donnent naissance à celles de Cincinnati (it) (1910), de Cleveland (it) (1850) dont dérivent celles de Toledo (it) qui sont fondées en 1854 comme ordre monastique puis deviennent congrégation religieuse en 1948, les Ursulines de l'Immaculée Conception (it) (1858) qui fondent celles du Mount Saint Joseph (it) (1874), les Ursulines de Youngstown (it) fondées en 1874 comme ordre monastique qui se transforment en congrégation religieuse en 1948 et les Ursulines de Bruno (it) (1913).
Au XXe siècle, se crée également plusieurs unions entre couvents. D'abord en France, avec les Ursulines de l'union romaine (1900), au Canada avec les Ursulines de l'union de Chatham (it) qui regroupent les maisons de langue anglaise. Le couvent est fondé en 1860 à Chatham-Kent avec les constitutions de Paris. C'est au départ un ordre monastique ; la clôture est abandonnée en 1915. D'autres monastères s'unissent ensuite à elles. Les Ursulines de l'union canadienne (1953) regroupent les fondations de langue française. Viennent ensuite les Ursulines de la fédération de langue allemande (1971) et les Ursulines de l'union irlandaise (it) (1978).
Toujours au XXe siècle, 3 institut séculiers voient le jour : l'institut séculier Sainte Angèle Mérici (it) (1952), les Filles de Sainte Angèle Merici de Brescia (1992) et celles de Vérone (1992).

### Ursulines de Paris

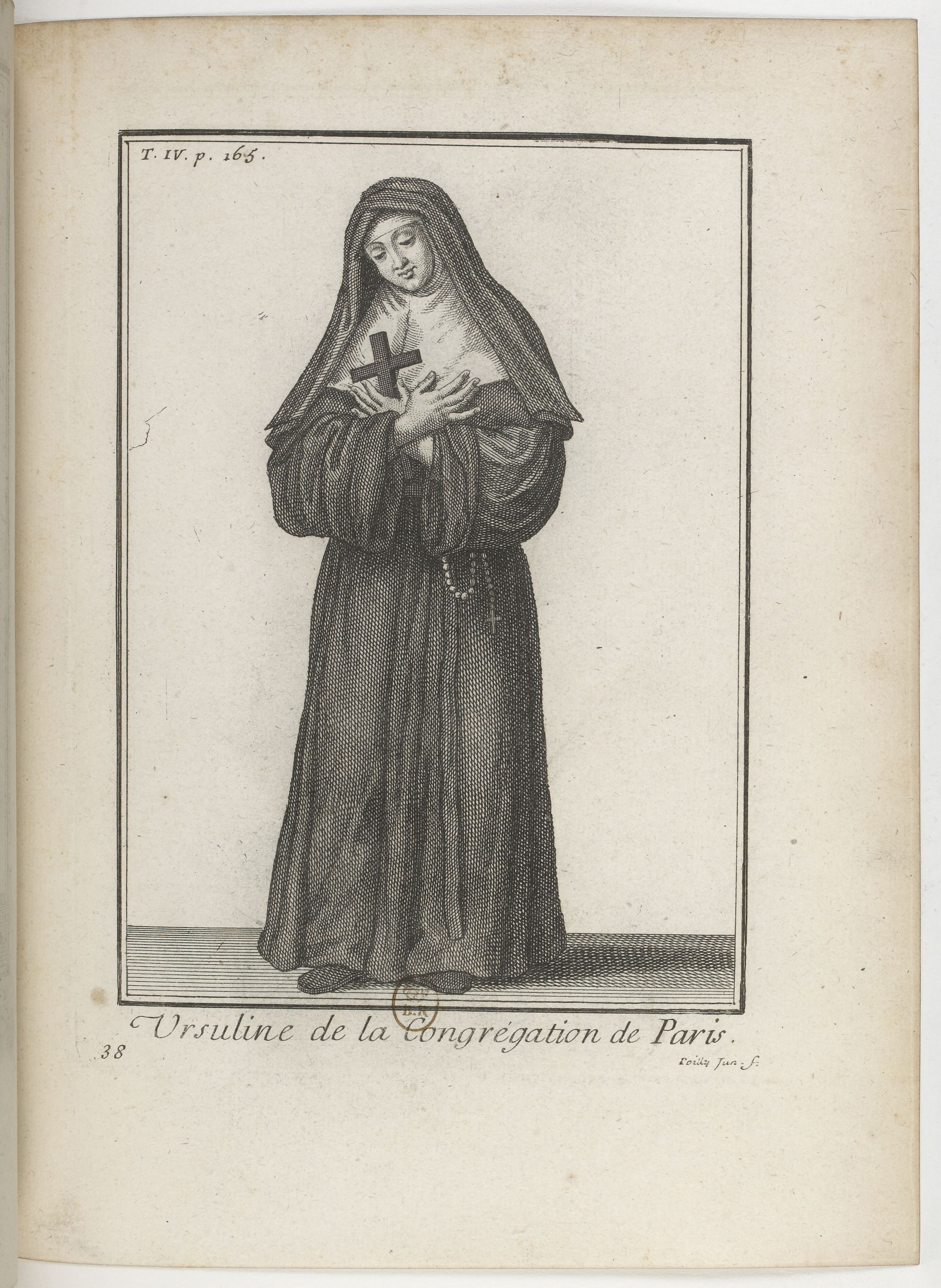
Habit des Ursulines de la congrégation de Paris à partir de 1617

En 1604, Barbe Acarie (1566-1618) introduit en France les carmélites qui s'installent dans le couvent de l'Incarnation du faubourg Saint-Jacques. Elle propose aux jeunes filles qui ne peuvent entrer au Carmel de former une congrégation consacrée à l'instruction des filles et demande à Madeleine Lhuillier de Sainte-Beuve (1562-1630) de bien vouloir aider cette fondation.
Françoise de Bermond se rend à Paris avec Lucrèce de Montez en 1608 pour former les futures sœurs aux usages et à la règle d'Angèle Mérici. Mais à la différence des Ursulines de Provence, Madeleine Lhuillier désire créer un ordre monastique astreint à la clôture et lié par les trois vœux solennels avec un quatrième vœu dédié à l'instruction des filles. Cette transformation de la compagnie de Sainte-Ursule l'oblige à se rattacher à l'une des grandes familles religieuses approuvées par l'Église. Madame de Sainte-Beuve fait le choix de l'ordre de Saint-Augustin dont la règle s'adapte aux constitutions d'Angèle Mérici et de Charles Borromée.
Elle obtient les lettres patentes en décembre 1611et reçoit le 30 septembre 1612la bulle du pape Paul V signée du 13 juin de la même année. La bulle exige toutefois que les Ursulines fassent un an de noviciat sous la conduite de religieuses professes avant d'être admises à la profession religieuse. On fait appel aux chanoinesses régulières de l'abbaye Saint-Paul de Soissons. L'abbesse, Anne de Roussy, accepte de concourir à la fondation et vient elle-même à Paris avec quatre autres religieuses.
Le Père Jacques Gallemant est chargé de rédiger les constitutions qui reçoivent une touche ignatienne par l'intermédiaire du jésuite Charles de la Tour, avec un accent particulier donné à la liturgie et aux jours de fête, sous l'influence de l'abbesse de Soissons. Elles récitent le grand office à certaines solennités et l'office de la Vierge les autres jours. Pour le costume religieux, on opte pour un manteau de chœur et une robe sergé noire avec la ceinture de cuir des religieux de Saint-Augustin, et le chapelet de côté. La coiffe est choisie sur le modèle de celle des religieuses de Soissons alors en usage dans la plupart des abbayes de France, mais qui est ensuite simplifiée en 1617 car jugée peu pratique pour faire la classe. Le 11 novembre 1612, le cardinal de Retz et son oncle le cardinal de Gondi, érigent canoniquement le couvent des Ursulines et donnent l'habit religieux aux 12 premières novices.
La congrégation de Paris fonde ensuite Abbeville (1615), Pontoise et Amiens (1616), Rennes et Eu (1618), Rouen (1619), Sainte-Avoye, quartier de Paris (1622), Crépy-en-Valois et Caen (1624), Saint-Omer (1626), Saint-Denis (1628), Bourges (1631), Montargis (1632), Montluçon et Meaux (1645). Abbeville fonde Arras (1778).
Le couvent de Pontoise fonde Gisors (1621), Falaise (1622), Bayeux (1624), Évreux (1625), Mantes (1629), Clermont-en-Beauvaisis (1639) et Poissy (1647). Gisors fonde à son tour Gournay-en-Bray (1630), Magny-en-Vexin (1639), Les Andelys (1641) et Elbeuf (1648). Falaise fonde Vire (1631) qui donne Pont-Audemer (1665).
Le couvent d'Amiens fonde Montdidier (1623) Boulogne-sur-Mer (1624), Beauvais (1627) et Noyon (1628). Celui de Rennes donne naissance à Saint-Malo (1622), Ploërmel (1624), Fougères (1626), Le Faouët (1658). Ploërmel fonde quant à lui Pontivy (1633), Hennebont (1641) et Redon (1674) ; Pontivy donne ensuite Carhaix (1644). Eu fonde Dieppe (1624) ; Rouen donne Le Havre (1627) ; Sainte-Avoye fonde Lisieux (1631) ; Saint-Omer crée Lille (1638) qui fonde Tournai dans le comté de Flandre (1667) ; Saint-Denis fonde Argenteuil (1647).
Plus tard, des couvents fondés ou rattachés à Lyon et Dijon rejoignent la congrégation de Paris, souvent dans le but de pouvoir prononcer le quatrième vœu. Pour Lyon, il s'agit des monastères d'Autun, Mâcon, Moulins, Clermont-Ferrand, les deux couvents de Nevers, Quimper, Saulieu, Auxonne, Semur-en-Brionnais, Seurre, Bourbon-Lancy, Vitteaux, Charlieu, Nuits, Moulins-Engilbert, Vézelay, Marcigny, Montcenis, Paray-le-Monial, Metz et Pont-Croix. Pour Dijon, ce sont les monastères de Troyes, Avallon, Corbigny, Flavigny-sur-Ozerain, Cravant, Lormes, Saint-Cloud et Saint-Pierre-le-Moûtier.
Après la Révolution, la congrégation de Paris fonde Le Havre (1797), Saint-Omer (1800), Aire-sur-la-Lys(1803), Arras (1808), Boulogne-sur-Mer (1810), Amiens (1817), Gravelines (1836) dans le Nord de la France. Caen (1802), Avranches (1805), Évreux (1805), Rouen (1806), un 2e couvent est ensuite fondé dans la même ville (1810), Bayeux (1818), Mortain (1830) pour la Normandie. Châteaugiron (1805), Vannes (1807), Redon (1810), Ploërmel (1811), Le Faouët (1836), Hennebont, Quimper pour la Bretagne. Bourges (1803), Brive-la-Gaillarde (1808), Clermont-Ferrand (1808), Chirac (1812), Ambert, qui était de la congrégation de Lyon avant la Révolution (1817), Avallon (1818), Sousceyrac (1823), Argentat (1826), Beaulieu, auparavant de la congrégation de Lyon (1827), Auxerre, auparavant de la congrégation de Dijon (1828), Montigny-sur-Vingeanne (1828), Tulle, qui était une congrégation propre avant la Révolution (1839), Corbigny (1846), Flavigny-sur-Ozerainpour le Centre de la France. Bletterans (1801) en Franche-Comté, Boulieu-lès-Annonay (1816) en Ardèche, Sommières dans le Gard, Avignon (1816), Thoissey qui était de la congrégation de Dijon avant la Révolution (1825), Digne (1829) et Brignoles (1837) rattachées auparavant à la congrégation de Lyon, Carhaix (1837), Valréas (1840) auparavant de la congrégation d'Arles, et Nice (1868).

### Ursulines de Lyon

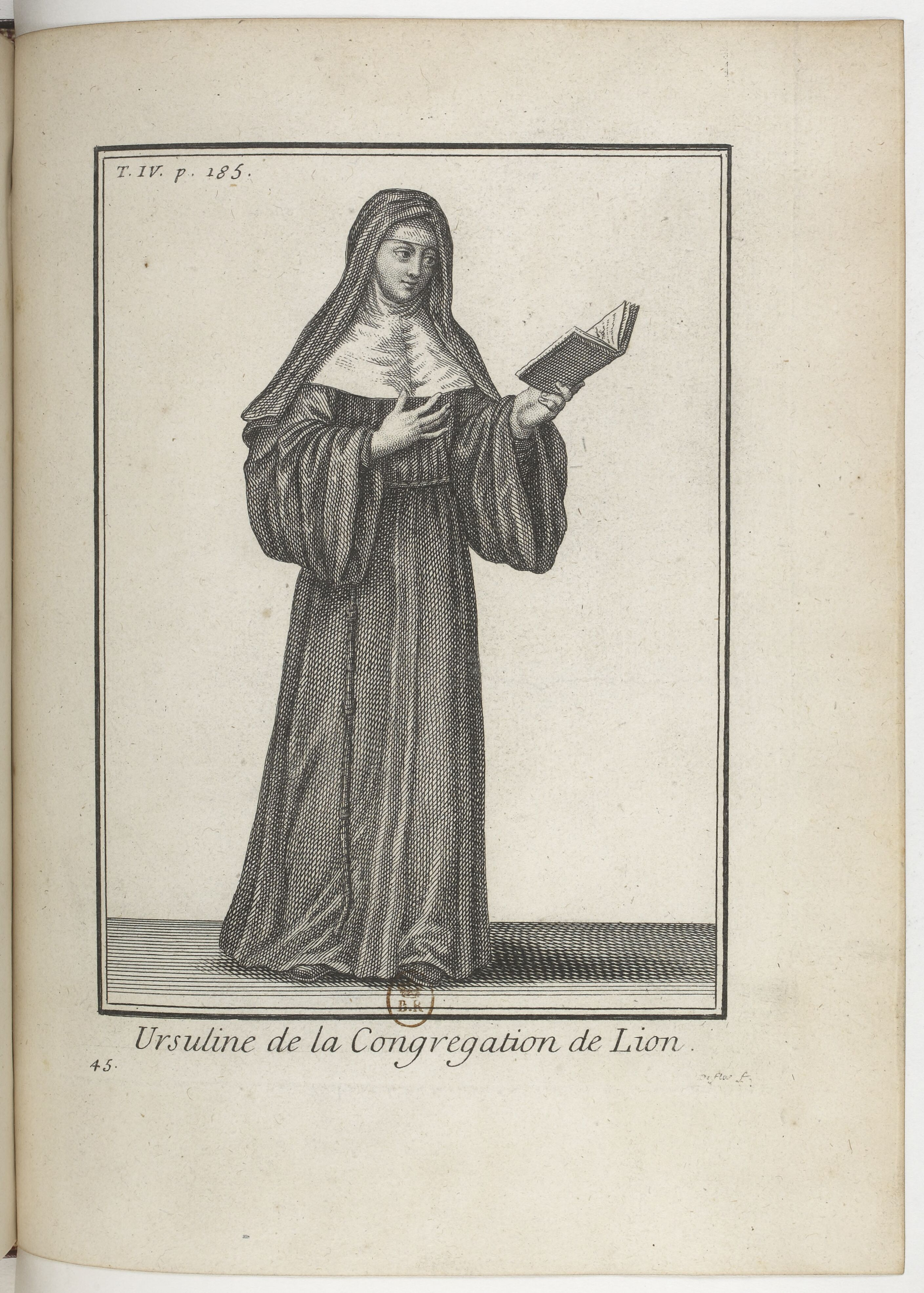
Habit des Ursulines de la congrégation de Lyon

En 1610, Françoise de Bermond et Lucrèce de Montez sont rappelées en Provence par leurs supérieurs. Alors qu'elles font une escale à Lyon, un riche marchand, Jean Ranquet, les prie d'établir une communauté dans la ville. Il leur cède d'abord sa maison situé place Croix-Paquet puis achète pour elles deux maisons avec jardins dans la rue de la Vieille-Monnaie. L'acte de vente est du 21 septembre 1612. Voulant assurer l'avenir de la communauté, Françoise de Bermond sollicite l'autorisation du roi et celle de l'archevêque. Louis XIII lui envoie des lettres patentes en décembre 1611 et Denis-Simon de Marquemont donne son approbation le 22 mars 1616.
En 1618, Marquemont propose aux Ursulines d'ériger leur maison en monastère. Le 30 avril 1619, il reçoit la bulle de Paul V qui autorise l'érection du couvent sous la règle de Saint-Augustin et qui permet aux religieuses de prononcer des vœux tout en continuant à se dévouer à l'enseignement au sein de leur maison. L'archevêque de Lyon établit la clôture régulière le 25 mars 1620 ; le même jour il donne le voile à Françoise de Bermond et aux trois plus anciennes. La Mère de de Bermond rédige des constitutions proche de celle de la congrégation de Paris, excepté le quatrième vœu, qu'elle ne juge pas à propos d'introduire.
La seule différence avec l'habit des Ursulines de Paris est qu'elles portent un cordon de laine noire, avec cinq ou six nœuds, au lieu de la ceinture en cuir. Elles font deux ans de noviciat. Elles récitent l'office de la Vierge la semaine et chantent les vêpres du grand office romain les fêtes et les dimanches, font une heure de méditation tous les matins et une demi-heure le soir, et disent tous les jours le chapelet.
La congrégation de Lyon fonde les couvents de Moulins, Saint-Chamond, Mâcon et Ambert (1620), Clermont-Ferrand (1621), Saint-Bonnet-le-Château (1622), Grenoble (1623), Montélimar (1624), Roanne (1631), 2e monastère de Lyon près de l'église Saint-Just (1633), Villefranche-sur-Saône (1634), Nîmes (1637), Saint-Galmier et 3e monastère de Lyon, montée Saint-Barthélemy (1651).
Ces couvents fondent à leur tour d'autres maisons. Moulins donne Nevers (1622) et Quimper (1623) qui fonde Pont-Croix (1652). Nevers donne Moulins-Engilbert (1635) et un 2e monastère de Nevers (1639). Saint-Chamond donne Autun (1620), Saulieu (1624), Auxonne (1625) Montbrison (1628), Monistrol-sur-Loire (1634), Mende, Saint-Symphorien-sur-Coise (1635), Le Malzieu-Ville (1635) qui donne Saint-Chély-d'Apcher), et Saint-Étienne (1636). Saulieu crée Beaulieu (1633) qui donne Bourg-Argental (1658). Autun fonde Beaune (1626) Arnay-le-Duc (1628) Semur-en-Brionnais (1631) Marcigny (1643) et Paray-le-Monial (1647). Beaune fonde Seurre (1632), Bourbon-Lancy (1633), Nuits (1634), Saint-Gengoux-le-National (1637), Arc-en-Barrois (1643). Auxonne donne Vesoul (1629) et Flavigny-sur-Ozerain (1632). Arnay-le-Duc crée Vitteaux (1633) et Vézelay (1638). Montbrison donne Feurs (1639) et le 2e monastère de Montbrison (1650). Mâcon fonde Charlieu (1633) et Metz (1649). Clermont fonde Cunlhat (1661), Thiers (1663) qui donne Maringues (1663), Montferrand (1638), Aigueperse (1650). Roanne fonde Trévoux (1640).
)
Grenoble donne Saint-Geoire-en-Valdaine (1623), Chambéry (1625), Gap, Briançon (1629), Saint-Marcellin (1630), Brignoles (1632), Riez (1633), Vienne (1635) et Sisteron (1642). Chambery fonde Belley (1629), Thonon-les-Bains (1634) et Sallanches (1636). Saint-Marcellin donne Romans-sur-Isère (1608) qui fonde à son tour La Côte-Saint-André (1635). Saint-Geoire-en-Valdaine fonde Tullins (1638). Brignoles fonde Aubagne (1634), La Ciotat (1635), Barjols (1635), Marseille, Draguignan (1636), Ollioules (1638), Toulon (1639), Cavaillon (1648), Valensole et Signes. Toulon fonde Cuers (1640). Le couvent d'Aix-en-Provence, fondée en 1600 comme simple congrégation, choisit en 1634 de devenir monastère avec la règle de Lyon. Il fonde ensuite Pignan, Lambesc (1637) et Lorgues (1639). Montélimar donne Bourg-Saint-Andéol, Carpentras (1627) qui fonde Caromb (1643) ; Valence (1630) qui fonde Chabeuil ; Beaucaire (1631) qui fonde Alès ; Die (1638), Digne-les-Bains (1642), Crest (1647).
Certains couvents fondés ou rattachés à Lyon rejoignent ensuite la congrégation de Paris, pour pouvoir prononcer le quatrième vœu. Ce sont les monastères d'Autun, Mâcon, Moulins, Clermont-Ferrand, les deux couvents de Nevers, Quimper, Saulieu, Auxonne, Semur-en-Brionnais, Seurre, Bourbon-Lancy, Vitteaux, Charlieu, Nuits, Moulins-Engilbert, Vézelay, Marcigny, Montcenis, Paray-le-Monial, Metz et Pont-Croix. Les monastères de Caromb, Carpentras et Beaucaire qui étaient, à l'origine, de la congrégation de Lyon, se placent ensuite sous la congrégation d'Avignon.
Après la Révolution, la congrégation fonde Lyon (1805), Aix-en-Provence (1805), Saint-Chamond (1806), Annonay (1809), Villefranche-sur-Saône (1815), Charlieu, Saint-Cyr-au-Mont-d'Or (1816), Bourg-Argental (1816), Pau, qui était de la congrégation de Toulouse avant la Révolution (1817), Tullins (1818), Beaujeu (1819), Crémieu, rattaché auparavant à la congrégation de Dijon (1821), Grenoble (1822), Saint-Jean-de-Bournay (1823), Monistrol-sur-Loire (1826), Rive-de-Gier (1827), Pézenas, qui dépendait de la congrégation d'Avignon avant la Révolution (1832) Viriville (1837), L'Arbresle (1841), Pont-de-Beauvoisin (1849) et Trévoux (1851) .

### Ursulines de Bordeaux

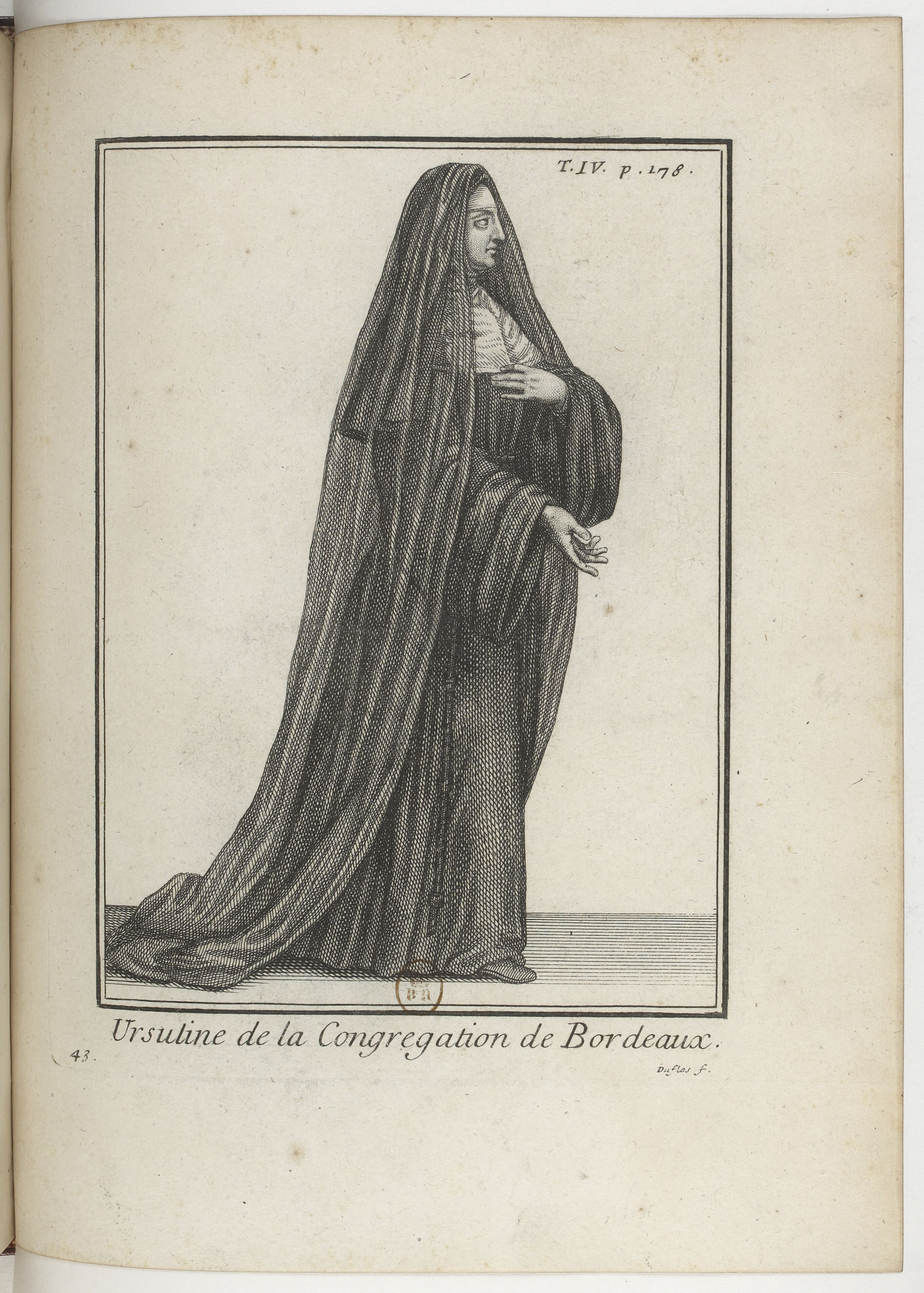
Habit des Ursulines de la congrégation de Bordeaux

Obligé de se rendre à Rome en 1605, le cardinal de Sourdis passe par le Comtat Venaissin, où il assiste aux instructions que les Ursulines font aux petites filles. À son retour, il s'arrête à Milan et prend une copie de la règle établie par Charles Borromée, dans le but de créer une compagnie de sainte Ursule dans le diocèse de Bordeaux.
Le prêtre de l'église de Puy-Paulin (vers l'actuel hôtel de l'Intendance) lui présente Françoise de Cazères et Jeanne de la Mercerie qui se consacrent à l'éducation des enfants pauvres sur sa paroisse. Avant de se décider à former une congrégation, elles font une retraite de 6 mois à Libourne avec Marie de Cazères, la cousine germaine de Françoise.
La congrégation est fondée le 30 novembre 1606 avec Françoise comme supérieure et les sœurs commencent l'instruction des petites filles. Le couvent est civilement autorisé le 21 novembre 1612 par des lettres patentes de Louis XIII. Mais la supérieure exprime bientôt le désir de donner une forme monastique à sa congrégation, ce que les autres sœurs approuvent lors d'un chapitre. Par la bulle du 8 février 1618, le pape Paul V érige la maison de Bordeaux en monastère sous la règle de saint Augustin.
Les constitutions de la Compagnie de Jésus servent de modèle pour écrire celles des Ursulines de Bordeaux, certains articles étant transcrits mot à mot. Leur habit consiste en une robe de serge noire ceint par un cordon de laine noire. Elles portent un grand voile noire qui leur couvre la tête et descend jusqu'aux pieds lors des cérémonies et pour aller communier. Elles chantent l'office de la Vierge les dimanches et fêtes. Les autres jours, elles récitent le rosaire, qu'elles divisent en trois parties : l'une le matin, l'autre à midi, la troisième le soir.
La congrégation de Bordeaux fonde les couvents de Libourne, Bourg, Saint-Macaire, Laval, Poitiers, Angers, Saumur (1618), Le Mans (1623), Carcassonne (1627), Cahors (1629), Gondrin (1630), Bazas (1632), Saint-Sever (1634), Tarbes (1636) et Port-Sainte-Marie (1637).
Saint-Macaire fonde Montauban et Castelsarrasin, Libourne donne Saint-Émilion (1630). Laval fonde Dinan (1621), Château-Gontier (1630), Thouars (1632) et Vitré (1679). Dinan fonde Saint-Brieuc (1624), Tréguier (1625), Vannes (1627), Josselin (1646) Quimperlé (1652), Guingamp (1654) et Hédé (1666). Saint-Brieuc fonde Lamballe (1637) et Lannion (1659). Tréguier crée Saint-Pol-de-Léon (1629) qui donne Landerneau (1651) qui fonde à son tour Morlaix (1638).
Poitiers fonde Orléans (1622), Niort (1623) et Parthenay et Loudun (1625). Orléans fonde Blois (1624) qui donne Selles (1633) qui fonde lui-même Valençay (1642) ; Les fondations d'Orléans continuent avec Beaugency (1629) et Issoudun (1630), qui fonde à son tour Châtillon-sur-Indre (1646). Niort fonde Luçon (1631) et Saint-Jean-d'Angély (1635) qui fonde Villebois-Lavalette (1665).
Angers fonde La Rochelle (1629). Saumur fonde Tours (1620), Chartres (1626) et Nantes (1627). Tours fonde Amboise (1626), Loches (1628) qui donne Lignières(1664), Chinon (1632) qui donne L'Île-Bouchard (1645) ; et Montrichard (1642). Chartres fonde Vendôme et Nogent-le-Rotrou (1631). Nantes fonde Ancenis (1642), Châteaubriant (1643) et Guérande (1644). Gondrin fonde Condom (1633) qui donne Marmande (1644) ; Auvillar (1647). Bazas fonde Périgueux (1641). Saint-Sever fonde Mont-de-Marsan (1638), Sainte-Livrade-sur-Lot (1653)et Aire-sur-l'Adour.
Après la Révolution, la congrégation de Bordeaux fonde Blois (1803), Dinan (1806), Saint-Pol-de-Léon et Morlaix (1807), Quintin (1808), Quimperlé, Tréguier et Vitré (1809), Saint-Saulve et Angers (1818), Lamballe (1825), Juigné-sur-Loire (1845) et Nantes dans le Nord et la Bretagne. Orléans (1800), Château-Gontier (1805), Beaugency, Langon et Bazas (1807), Tartas (1808)et Périgueux (1819) pour le Centre et le Midi de la France.

### Ursulines de Toulouse

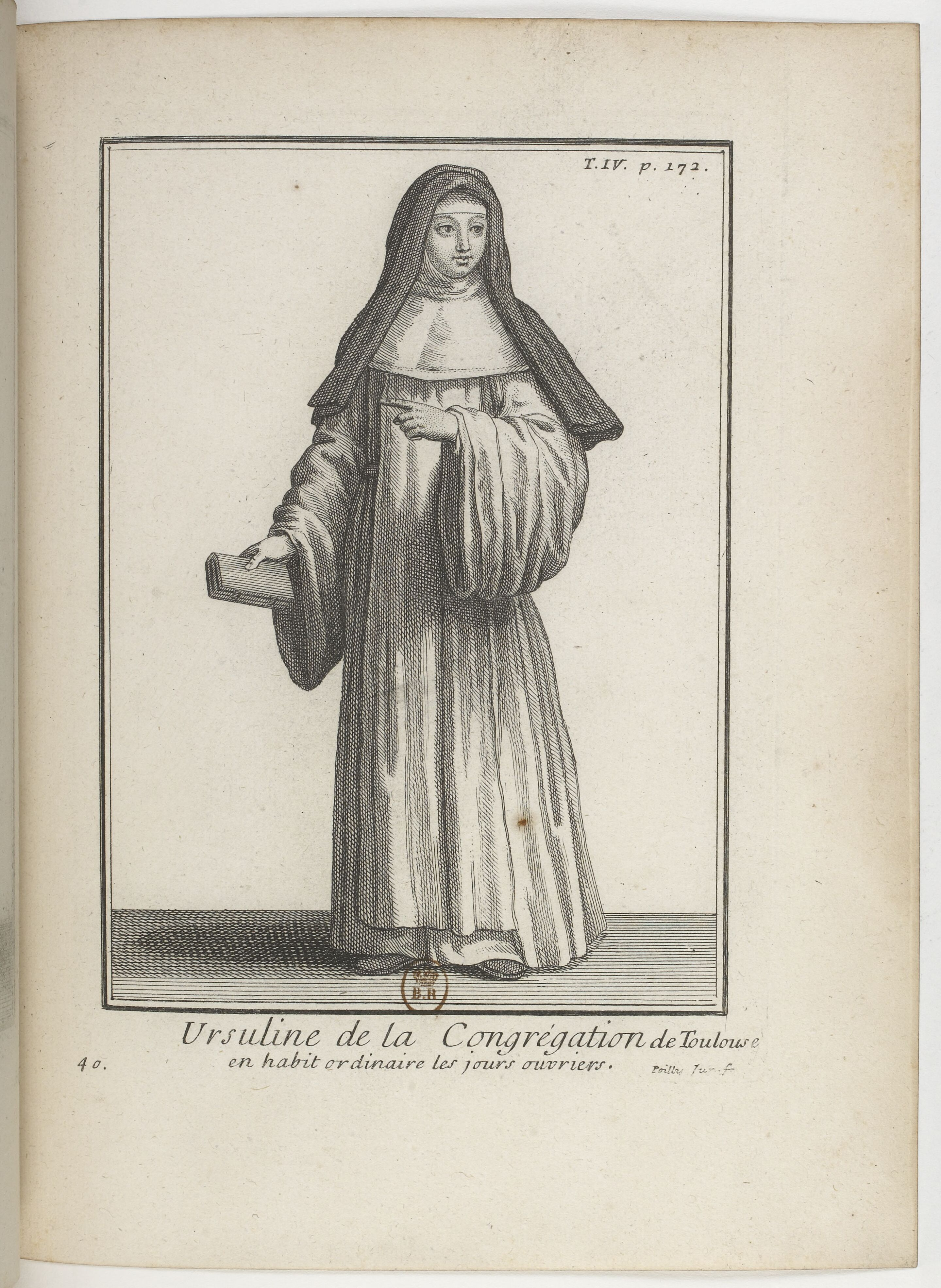
Habit pour les jours ouvrés des Ursulines de la congrégation de Bordeaux

Lors de la fondation des Ursulines de Provence, une des premières compagnes de Françoise de Bermond est Marguerite de Vigier, fille d'un marchand de la ville de L'Isle-sur-la-Sorgue. Le frère de Marguerite qui est prêtre de la doctrine chrétienne, fait venir sa sœur à Avignon puis à Chabeuil où ils œuvrent ensemble à la conversion des calvinistes. Leur succès arrive jusqu'à Toulouse. Le cardinal François de Joyeuse demande alors à César de Bus de lui envoyer des Doctrinaires et des Ursulines pour l'instruction gratuite de la jeunesse de son diocèse, et pour la conversion des calvinistes.
César de Bus envoie Marguerite de Vigier et le frère de celle-ci à Toulouse en 1604. Les débuts sont difficiles mais Arnaud de Bouret, conseiller au parlement de Toulouse, leur achète l'hôtel de Boysson. Marguerite et ses compagnes en prennent possession en 1607. Une chapelle étant contiguë à cette maison, elles obtiennent la permission de percer la muraille pour entendre la messe et les prédications sans sortir de chez elles, ce qui leur permet de mener une vie plus retirée et recueillie.
Marguerite de Vigier commence à rédiger des statuts pour maintenir l'observance. Elle fait faire un an de noviciat à celles qui se présentent après lequel elles prononcent des vœux simples de chasteté, de pauvreté et d'obéissance. Elles récitent le petit office de la Vierge, avec plusieurs heures d'oraison ; mais afin d'engager les sœurs à persévérer dans cet état, Marguerite prend la résolution de faire ériger sa congrégation en ordre religieux. Son frère, le Père de Vigier, part pour Rome en 1615 et obtient du pape Paul V une bulle, par laquelle il érige la maison de Toulouse en monastère sous la règle de saint Augustin. L'archevêque leur donne l'habit le 8 septembre 1615 ; à partir de ce jour, elles disent l'office divin en entier. La Mère de Vigier est renouvelée dans sa charge de supérieure, et c'est en cette qualité que, la bulle ne faisant pas mention des écoles pour les externes, œuvre capitale de la congrégation, elle en demande une seconde, qui lui est accordée le 3 octobre 1616.
Leurs constitutions donnent une large place à la spiritualité augustinienne. Elles chantent le grand office tous les jours. Elles portent une robe et un scapulaire de cadis blanc les jours de la semaine et une robe de cadis noir les dimanches et fêtes, pendant la semaine sainte et aux enterrements des sœurs ; elles ajoutent un manteau noir traînant à terre lors des réunions solennelles ou de chapitre et pour aller communier.
La congrégation de Toulouse fonde les couvents de Brive-la-Gaillarde (1619), Auch (1623) (un 2e monastère est fondé par Auch en 1677 dans cette même ville), Saint-Esprit, quartier de Bayonne (1624), Villefranche-de-Rouergue (1627), Béziers (1634) et Montpezat-de-Quercy (1667). Toulouse fonde aussi Grenade (Haute-Garonne), Gimont, Saint-Jean-de-Luz, Pamiers, Oloron-Sainte-Marie, Pau et Dax mais on ne possède pas les dates de fondations pour ces couvents. Brive-la-Gaillarde fonde Limoges et Angoulême (1627). Limoges (1620) fonde à son tour Les Moutiers-en-Retz (1626). Béziers fonde Lodève (1635) qui fonde Lunel. Pau fonde Orthez (1691).
Après la Révolution, la congrégation de Toulouse fonde Montpezat (1800), Montauban, qui dépendait de la congrégation de Bordeaux avant la Révolution (1802), Montpellier, rattaché auparavant à la congrégation d'Avignon (1807) et Auch (1821). Elle fonde également Auvillar et Condom, de la congrégation de Bordeaux avant la Révolution, ainsi qu'Ispagnac, Queyssac et Serverette.

### Ursulines de Dijon
En 1605, Anne de Jésus fonde le carmel de Dijon. Françoise de Xainctonge désire intégrer le monastère mais ses parents s'y opposent fermement. Pour lui changer les idées, ils l'envoient à Dole auprès de sa sœur Anne de Xainctonge, qui a fondé dans cette ville la compagnie de Sainte-Ursule, une communauté religieuse sans clôture. En rentrant à Dijon, elle crée avec quelques compagnes une association de charité pour visiter les malades, porter secours aux pauvres et instruire les enfants. Les associées continuent à vivre chez leurs parents jusqu'au 25 décembre 1605, où elles louent une maison pour vivre ensemble.
Françoise entame les démarches pour donner une stabilité à son œuvre. Le 4 octobre 1607, elle reçoit l'approbation de Charles de Pérusse des Cars, évêque de Langres, dont dépend alors Dijon. Le 2 mai de l'année suivante, les magistrats, accordent aussi leur consentement. Elle obtient également des lettres-patentes d'Henri IV enregistrées au parlement de Bourgogne. En 1611, l'abbé général de Cîteaux, délégué par l'évêque de Langres, donne l'habit aux neuf sœurs les plus anciennes, qui prononcent des vœux simples de chasteté, d'obéissance et de pauvreté. Elles suivent alors la règle des Ursulines de Brescia.
Ayant appris l'existence de cette communauté, Barbe Acarie demande à Catherine de Montholon, fille du garde des sceaux François II de Montholon, de les aider. Cette dame devait justement faire un voyage de Dijon pour affaires de famille. Elle visite la communauté et envoie, quelques jours après, une somme de 16000 livres. Par reconnaissance, les sœurs lui décernent le titre de fondatrice. Le 5 novembre 1615, l'évêque de Langres, Sébastien Zamet, publie une ordonnance par laquelle il approuve l'établissement des Ursulines mais déclare qu'il veut ériger la congrégation en monastère avec clôture tout en conservant l'instruction gratuite des jeunes filles. La bulle qui permet l'érection du monastère est accordée le 23 mai 1619 par le pape Paul V. Le 22 août suivant, l'évêque de Langres donne l'habit aux religieuses qui prononcent leur vœux solennels.
Zamet réunit à Langres deux déléguées de chaque monastère de son diocèse pour écrire des constitutions basées sur la spiritualité d'Angèle de Merici mais aussi de Pierre de Bérulle et enrichies de citations patristiques. Aux trois vœux solennels, elles ajoutent un quatrième vœu dédié à l'instruction des filles, à l'exemple des Ursulines de Paris, dont elles adoptent les observances et l'habit, sauf qu'elles portent un cordon de laine au lieu de la ceinture de cuir.
La congrégation de Dijon fonde Langres, Châtillon-sur-Seine (1619), Auxerre (1623), Bourg-en-Bresse (1624), Chalon-sur-Saône (1627), Poligny (1633) et Avallon (1629). Langres fonde Chaumont (1619), Flavigny-sur-Ozerain (1632), Saint-Jean-de-Losne, Joinville (1641) et Saint-Dizier (1646) qui donne Châlons-en-Champagne (1661). Châtillon-sur-Seine fonde Tonnerre (1627) qui donne à son tour Bar-sur-Aube (1634) et Ligny-en-Barrois (1646) ; Bar-sur-Seine (1628) qui donne Melun (1643) ; Troyes (1688), Noyers (1632) qui donne Montbard (1647) ; Épernay (1642) et Mussy-sur-Seine (1654). Auxerre fonde Corbigny (1629) et Gien (1629) ; Corbigny fonde ensuite Lormes (1645) et Saint-Pierre-le-Moûtier (1657). Bourg-en-Bresse fonde Crémieu (1633) qui donne Moirans (1636) qui fonde à son tour Vif (1639) ; Châtillon-sur-Chalaronne (1634) et Pont-de-Vaux (1635) ; Châtillon-sur-Chalaronne fonde ensuite Thoissey (1666). Chalon-sur-Saône fonde Saint-Cloud et Sens (1642). Poligny fonde Salins-les-Bains (1627) et Nozeroy (1647). Avallon fonde Cravant (1644).
Plus tard, des couvents fondés ou rattaché à Dijon rejoignent la congrégation de Paris. Ce sont les monastères de Troyes, Avallon, Corbigny, Flavigny-sur-Ozerain, Cravant, Lormes, Saint-Cloud par volonté de l'archevêque de Paris, et Saint-Pierre-le-Moûtier.

### Ursulines d'Arles
En 1602, les magistrats de la ville d'Arles réclament des Ursulines auprès de la congrégation d'Avignon. Jeanne de Rampalle (1583-1636) part former dans cette ville le noyau d'une nouvelle maison. Devenue supérieure, sur l'ordre de l'archevêque Gaspard du Laurens, elle reste dans cette charge pendant vingt années. Elle décide en 1621 de transformer sa congrégation en ordre monastique après le consentement des autres sœurs. Le pape de l'époque est Urbain VIII mais on craint des lenteurs dû au long déplacement jusqu'à Rome. C'est pourquoi, muni de plusieurs recommandations épiscopales, entre autres celle de l'archevêque d'Arles, on s'adresse au vice-légat d'Avignon, dont les pouvoirs s'étendent à toute cette partie de la France ; le Comtat Venaissin faisant alors partie des États pontificaux.
Une bulle de 1624, autorise Jeanne à ériger en monastère sa congrégation d'Arles, ainsi que toute autre qu'elle formera par la suite. On sollicite du roi Louis XIII des lettres-patentes, que le parlement d'Aix enregistre ensuite ; et dès le 21 octobre, a lieu la cérémonie de prise d'habit. Le 19 janvier 1625, plusieurs religieuses prononcent leur vœux solennels dont Jeanne qui prend le nom de Jeanne de Jésus, et qui est élue prieure. En 1632, la communauté des sœurs d'Avignon abandonnent le statut de congrégation pour devenir monastère de la congrégation d'Arles.
Leurs constitutions sont copiées sur celles de Lyon et leur habit ressemble aux Ursulines de Bordeaux, à la différence que le voile est fait d'une étamine claire et qu'elles portent un manteau qui traîne à terre lorsqu'elles vont au chœur.
La congrégation d'Arles fonde Valréas (1627), Bollène (1629), Saint-Rémy-de-Provence (1634) et Tarascon (1637).

### Ursulines de Tulle
Après avoir aidé à la fondation des couvent d'Ursulines de Clermont et d'Ambert, la Mère Antoinette Micolon (1592-1659) se rend à Tulle pour une nouvelle fondation où elle arrive le 4 septembre 1618. Elle désire constituer la maison des sœurs en monastère et part pour Bordeaux pour obtenir la bulle des religieuses de cette ville, mais elle n'obtient pas satisfaction. Elle adresse alors une supplique au pape Grégoire XV et reçoit la bulle, datée du 9 février 1621. Dès le lendemain, les sœurs reçoivent l'habit et la ceinture de cuir des mains de Louis de Gourdon de Genouillac, évêque de Tulle, et commencent le noviciat après quoi elles prononcent leurs vœux solennels de chasteté, de pauvreté, d'obéissance et de clôture perpétuelle, sous la règle de saint Augustin.
Antoinette Micolon rédige ses constitutions en prenant modèle sur celles des Ursulines de Toulouse. L'accent est mis sur le chant du grand office selon le concile de Trente, au moins le dimanche. Les jours de la semaine, elles le récitent en psalmodiant. Elles font également ensemble l'oraison mentale. Elles portent une robe de serge noire serrée par une ceinture de cuir auquel elles ajoutent un manteau noir qu'elles attachent au cou dans les cérémonies et lorsqu'elles communient. Elles font un an de noviciat puis un second noviciat deux ans après leur entrée en religion.
La congrégation de Tulle fonde Saugues (1631), Beaulieu-sur-Dordogne (1632), Ussel (1636). Beaulieu fonde Espalion (1633) qui fonde à son tour Bourg-Argental (1645) et Arlanc (1650). En 1653, les Ursulines de Saugues rejoignent la congrégation de Lyon car l'évêque de Mende ne veut pas qu'il y ait plusieurs congrégations d'Ursulines sur son diocèse. Pour la même raison, le couvent d'Arlanc rejoint également Lyon par volonté de l'évêque de Clermont.

### Ursulines d'Avignon
La congrégation d'Avignon portera aussi le nom de « Royales » ou de « La Présentation ». En 1623, des Ursulines congrégées de Pont-Saint-Esprit veulent créer une maison à Avignon. Il existe déjà une communauté d'Ursulines dans cette ville mais elles sont cloîtrées depuis 1632 sous les statuts de la congrégation d'Arles. En 1630, Lucrèce de Gastineau devient supérieure d'Avignon. En 1636, elle demande à Mario Filonardi, archevêque d'Avignon, l’autorisation de transformer la congrégation en couvent avec clôture et vœux solennels. La bulle d'érection est accordée par Urbain VIII le 5 février 1637.
Les constitutions sont écrites par François Bourgoing, supérieur général de l’oratoire de France, elles sont donc empreintes de notes bérulliennes. Les sœurs récitent l'office de la Vierge les jours de la semaine ; les dimanches et fêtes, elles disent le grand office et chantent les vêpres. Les sœurs converses récitent le chapelet à la place.
La communauté des Ursulines d'Aups, fondée en 1634 par trois Ursulines de Brignoles et celle de Pézenas, fondée en 1618 par Pont-Saint-Esprit, qui se cloîtrent aussi en 1637 rejoignent la congrégation d'Avignon la même année. Pézenas fonde ensuite Montpellier en 1641. Les Ursulines de L'Isle-sur-la-Sorgue choisissent la vie monastique en 1638 et adhérent aux statuts d'Avignon. Apt se transforme en monastère à cette même date et rejoint la congrégation d'Avignon. Salon-de-Provence suit le même mouvement en 1641. C'est ensuite Pertuis fondé en 1628 par des Ursulines d'Aix qui se cloîtrent en 1645 et s'agrègent à Avignon. Cavaillon fait de même en 1648. Avignon fonde Villeneuve-lès-Avignon en 1646 et Marseille en 1647. Les maisons des Ursulines de Pernes-les-Fontaines et de Narbonne sont érigées en monastère en 1658 et adhèrent à Avignon. Les monastères de Caromb, Carpentras et Beaucaire qui étaient à l'origine sous les statuts de Lyon, prennent ensuite ceux d'Avignon.

## Saint-Empire romain germanique
Les Ursulines de la congrégation de Bordeaux et celles de la congrégation de Paris fondent également des couvents dans des États situés au sein du Saint-Empire romain germanique.

### Belgique et Pays-Bas
En 1614, Étienne Stréchéus, évêque auxiliaire de Liège, fonde une congrégation d'Ursulines congrégées pour les petites filles privées d'instruction (à l'époque, Liège est la capitale de la principauté de Liège dans le Cercle de Westphalie au sein du Saint-Empire romain germanique). Mais le décès de la supérieure en 1617 fragilise l'œuvre. Au même moment, Gérard de la Carrière, ancien recteur des Jésuites de Bordeaux, qui est à Liège pour des affaires touchant son ordre, propose au prélat d'ériger sa maison d'Ursulines en monastère et de l'affilier à la congrégation de Bordeaux. L'acte d'union est signé en 1622. En 1642, elles installent leur couvent dans la rue Hors-Château où elles vont rester jusqu'à l'époque du royaume uni des Pays-Bas en 1817.
Liège fonde Givet en 1622 mais la ville, mal fortifiée au milieu des guerres, fait que les sœurs quittent la ville en 1636 pour Mons et Namur. Elles fondent ensuite Dinant (1627), Huy (1638) et Louvain (1671). Les sœurs de Givet fondent Mons (1648) qui fonde ensuite Valenciennes dans le comté de Hainaut (1654), Gand dans le comté de Flandre (1662), Bruxelles dans le duché de Brabant (1664), Anvers dans le marquisat d'Anvers (1681) et Stavelot dans la principauté abbatiale de Stavelot-Malmedy (1708). Une partie des sœurs qui quittent Givet fondent Namur dans le comté de Namur (1652). Liège fonde Sittard dans le duché de Juliers mais les religieuses ne peuvent rester à cause de la guerre ; elles s'installent alors à Ruremonde dans le duché de Limbourg (1645). Le couvent de Ruremonde fondent Lierre (1666). Les Ursulines de Lille de la congrégation de Paris fondent Tournai dans le comté de Flandre (1667),.

### Allemagne
En 1639, une communauté de sœurs congrégées de Cologne (électorat de Cologne), ayant appris l'existence des Ursulines de Liège, s'affilie à la congrégation de Bordeaux. Elles fondent ensuite Dorsten (1669).
Les Ursulines de Dinant fondent Aix-la-Chapelle (1651) et Landshut (1663) qui fonde plus tard Straubing (1691) dans l'électorat de Bavière. Mons fonde Messkirch (1660) dans la principauté de Fürstenberg. La congrégation de Paris (Metz et Maçon) fonde Kitzingen (1660) puis Wurtzbourg dans la principauté épiscopale de Wurtzbourg. La même congrégation fonde Erfurt (1667) qui fonde lui-même ensuite Duderstadt. Metz fonde aussi Fritzlar (1705) toujours dans l'électorat de Mayence (1700). Liège fonde Düren dans le duché de Juliers (1681).

### Autriche-République Tchèque
La communauté de Liège fonde Prague dans le royaume de Bohême (1655) à la demande du comte Guillaume de Lamboy et de son épouse Sybille. Un couvent est fondé à Vienne à la demande de l'impératrice Éléonore (1660). Cette fondation essaime ensuite à Klagenfurt (1670), Linz (1679) puis à Graz (1686) dans l'archiduché d'Autriche. Klagenfurt fonde Salzbourg (1695) dans la principauté archiépiscopale de Salzbourg.

## Les différentes congrégations d'ursulines actuelles
En 2005, 40 instituts religieux reconnaissent l'inspiration d'Angèle Mérici. L'année entre parenthèse est celle de la fondation. Il existe aussi des congrégations qui portent le nom d'Ursulines sans lien avec la spiritualité d'Angèle Mérici, c'est le cas pour la Compagnie de Sainte-Ursule d'Anne de Xainctonge, les Ursulines de Jésus, les Ursulines missionnaires du Sacré-Cœur de Jésus et les Ursulines de Marie Immaculée.
- Les Ursulines de Saint Charles (it) (1566)
- Les Sœurs de Saint Charles du Puy (1624)
- Les Ursulines de Sigüenza (1792)
- Les Ursulines de la Vierge Immaculée (1818)
- Les Ursulines de Tildonk (1822)
- Les Ursulines de Calvarienberg (1838)
- Les Ursulines de Wavre-Notre-Dame (1841)
- Les Ursulines de Brown County (it) (Comté de Brown, Ohio) (1845)
- Les Ursulines de Cleveland (it) (Cleveland, Ohio) (1850)
- Les Ursulines de Toledo (it) (Toledo, Ohio) (1854)
- Les Ursulines filles de Marie Immaculée (1856)
- Les Ursulines de Saint-Jérôme (1857)
- Les Ursulines de l'Immaculée Conception (it) (Louisville) (1858)
- Les Ursulines de l'union de Chatham (it) (Chatham-Kent) (1860)
- Les Ursulines de Mount Saint Joseph (it) (Maple Mount, Kentucky) (1874)
- Les Ursulines de Youngstown (it) (Youngstown, Ohio) (1874)
- Les Ursulines franciscaines (it) (Mangalore, Karnāṭaka) (1874)
- Les Ursulines de Malte (1887)
- Les Ursulines du Sacré-Cœur de Jésus (it) (1893)
- Les Ursulines de Bergen (Monnickendam) (1898)
- Les Ursulines de l'union romaine (1900)
- Les Ursulines de (Brentwood, Essex) (1903)
- Les Ursulines du Sacré-Cœur de Marie (1907)
- Les Ursulines de la Sainte Famille (1908)
- Les Ursulines de Cincinnati (it) (Cincinnati) (1910)
- Les Ursulines de Bruno (it) (Bruno) (1913)
- Les Ursulines de Prelate (Canada) (1919)
- Les Ursulines du Cœur de Jésus Agonisant (1920)
- Les Ursulines du saint Crucifix (1921)
- Les Ursulines du Mont Sacré de Varallo (it) (1930)
- Les Ursulines de Hasselt (1952)
- L'institut séculier Sainte Angèle Mérici (it) (1952)
- Les Ursulines de l'union canadienne (1953)
- Les Compagnes de Sainte Angèle (Krugersdorp) (1954)
- Les Servantes des Pauvres de Pattuvam (it) (Kerala) (1969)
- Les Ursulines de la fédération de langue allemande (1971)
- Les Sœurs Satyaseva catéchistes des familles (Karnāṭaka) (1977)
- Les Ursulines de l'union irlandaise (it) (1978)
- L'institut séculier des Filles de Sainte Angèle Merici de Brescia (1992)
- L'institut séculier des Filles de Sainte Angèle Merici de Vérone (1992)

## Galerie

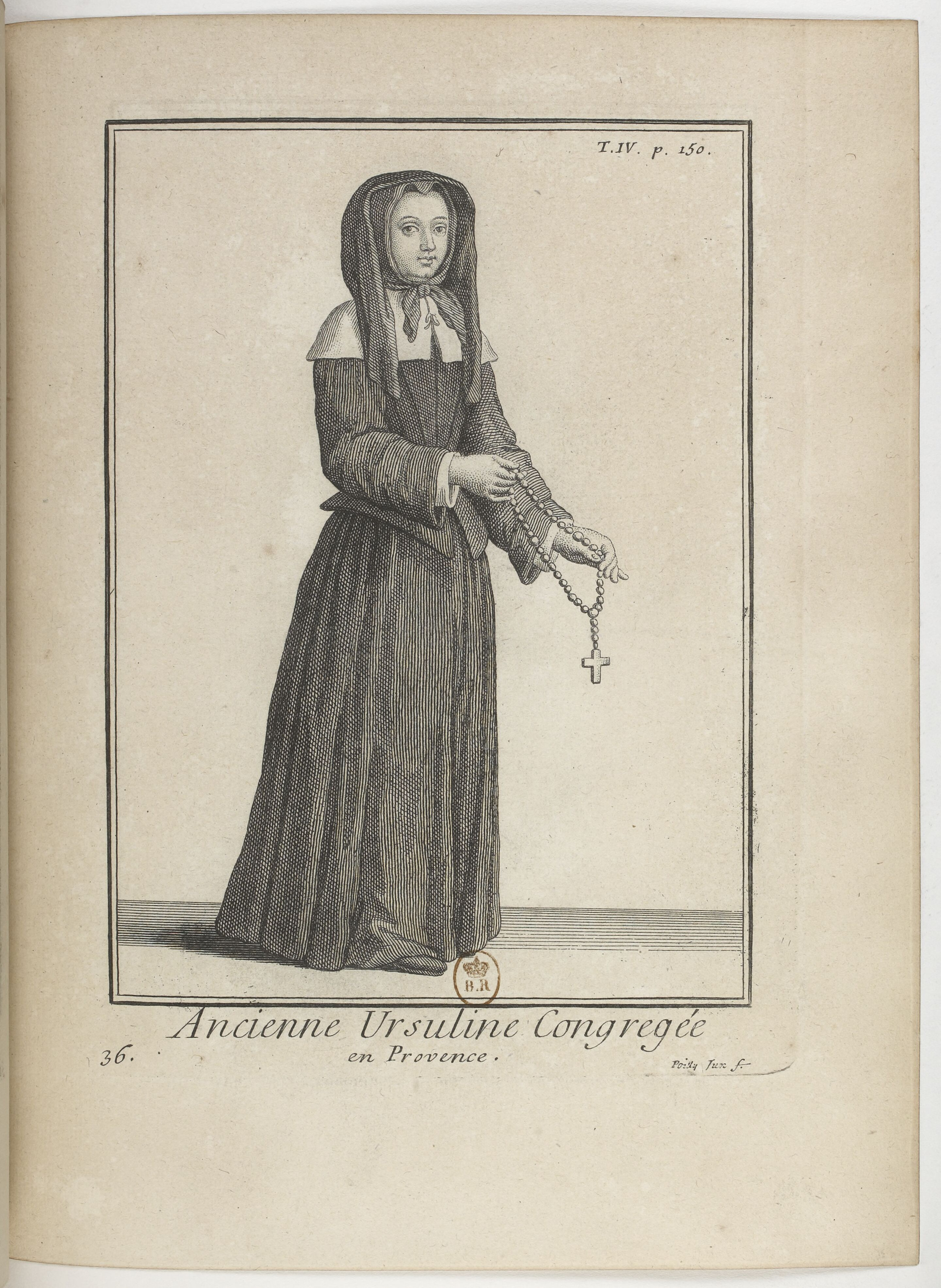
Habit originel des Ursulines de Provence
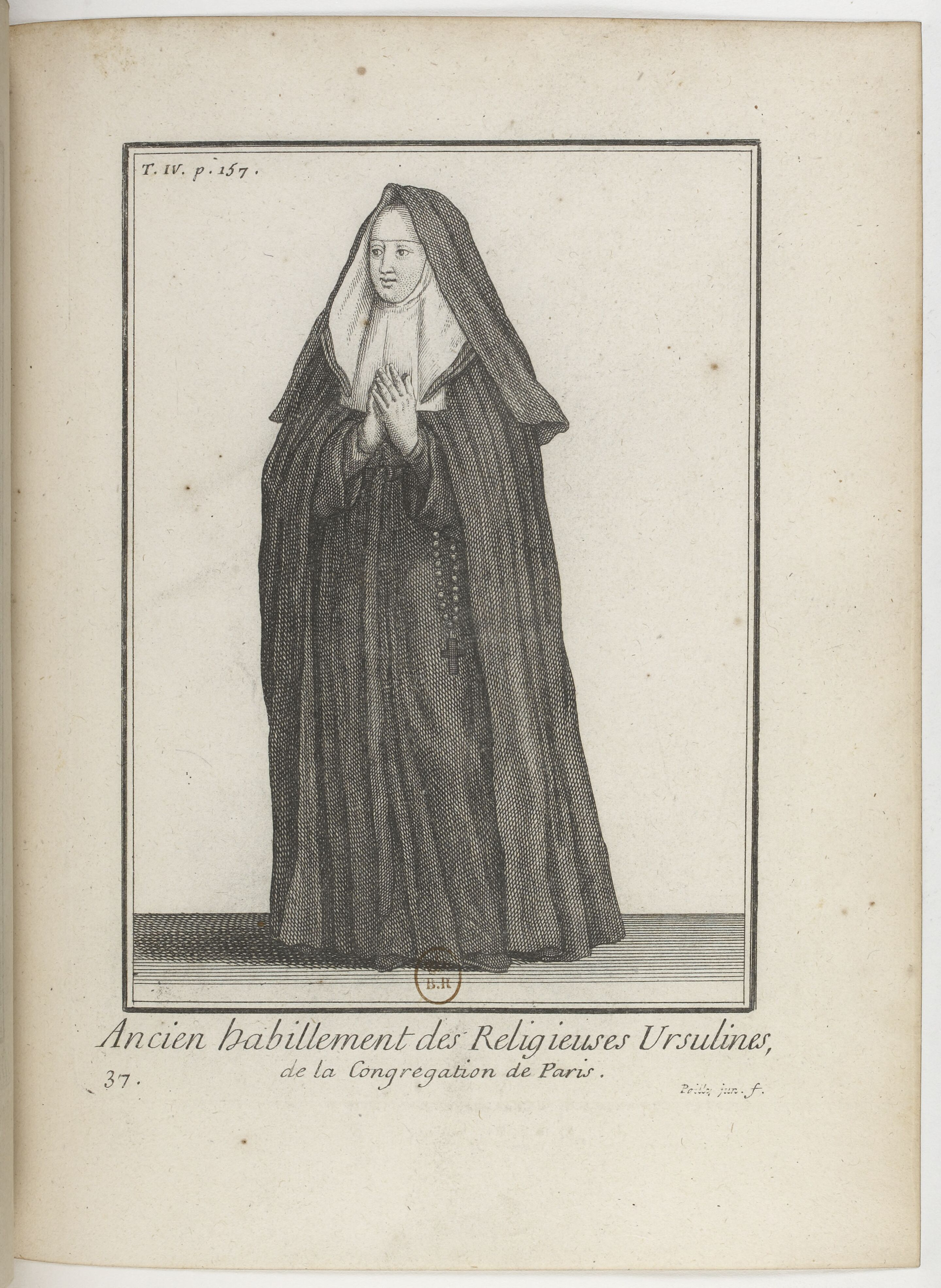
1er habit des Ursulines de la congrégation de Paris. La coiffe, qui est un emprunt aux chanoinesses régulières de l'abbaye Saint-Paul de Soissons, est modifiée en 1617[42].
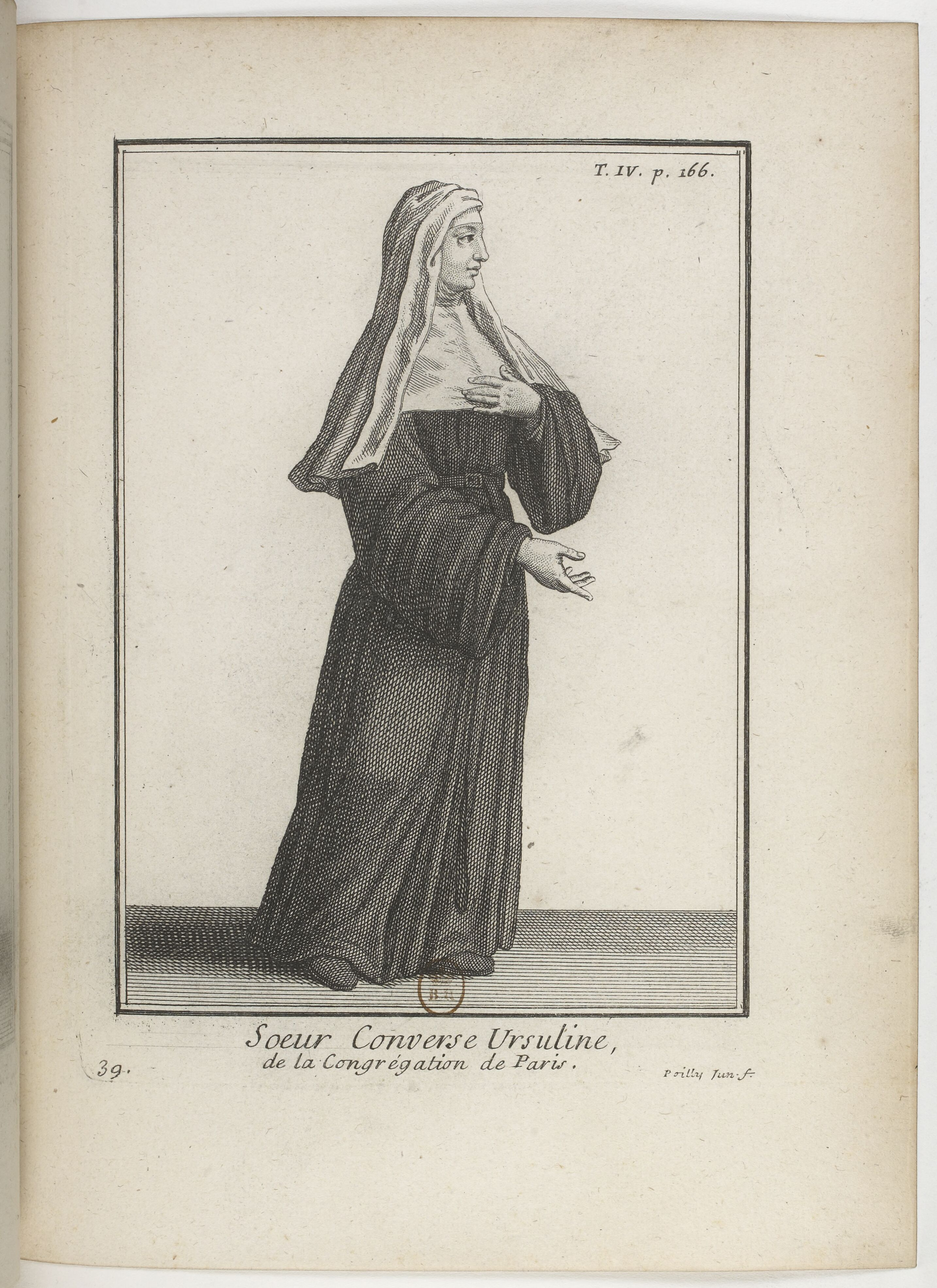
Habit des converses de la congrégation de Paris
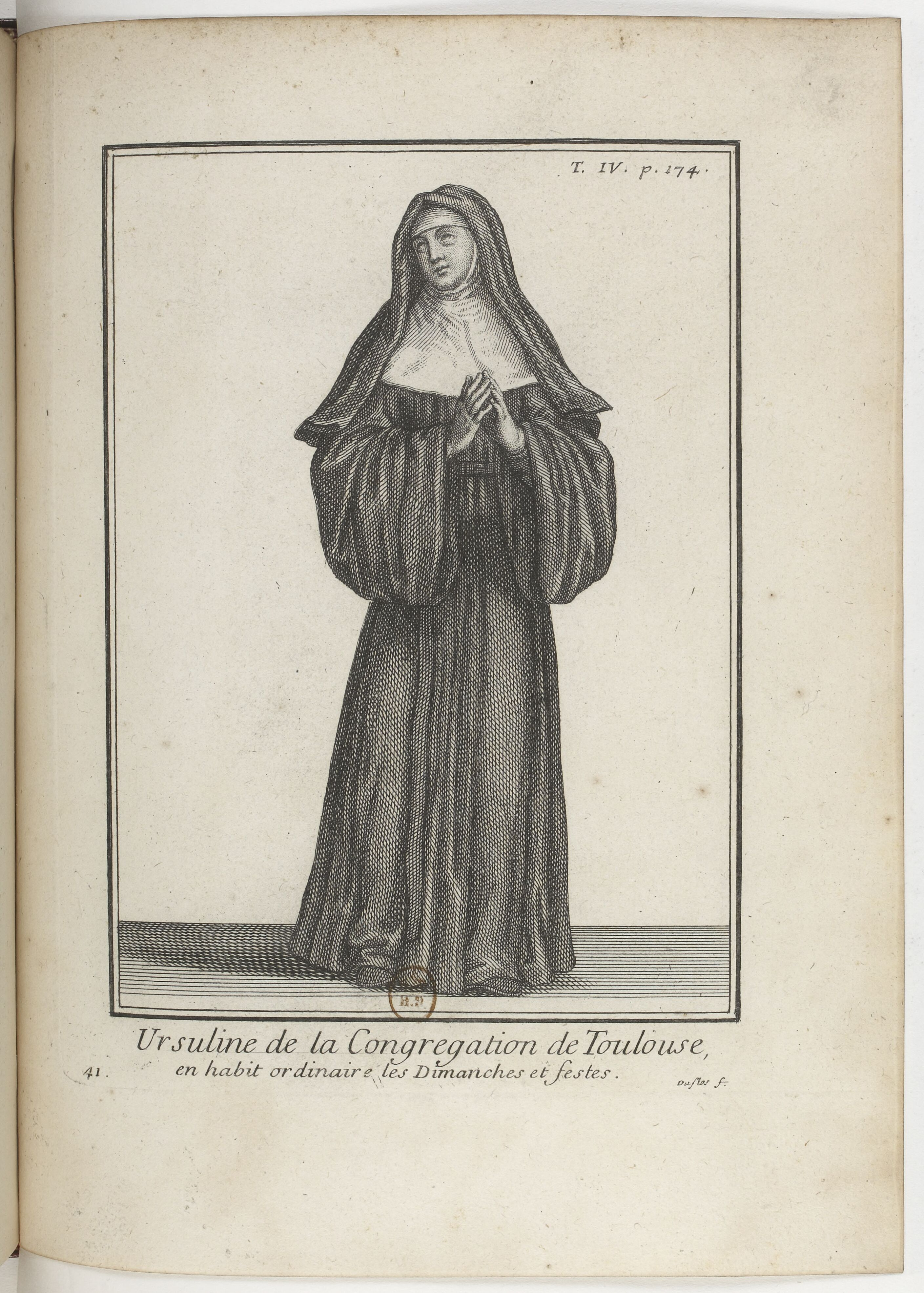
Habit pour les dimanches et fêtes des Ursulines de la congrégation de Toulouse
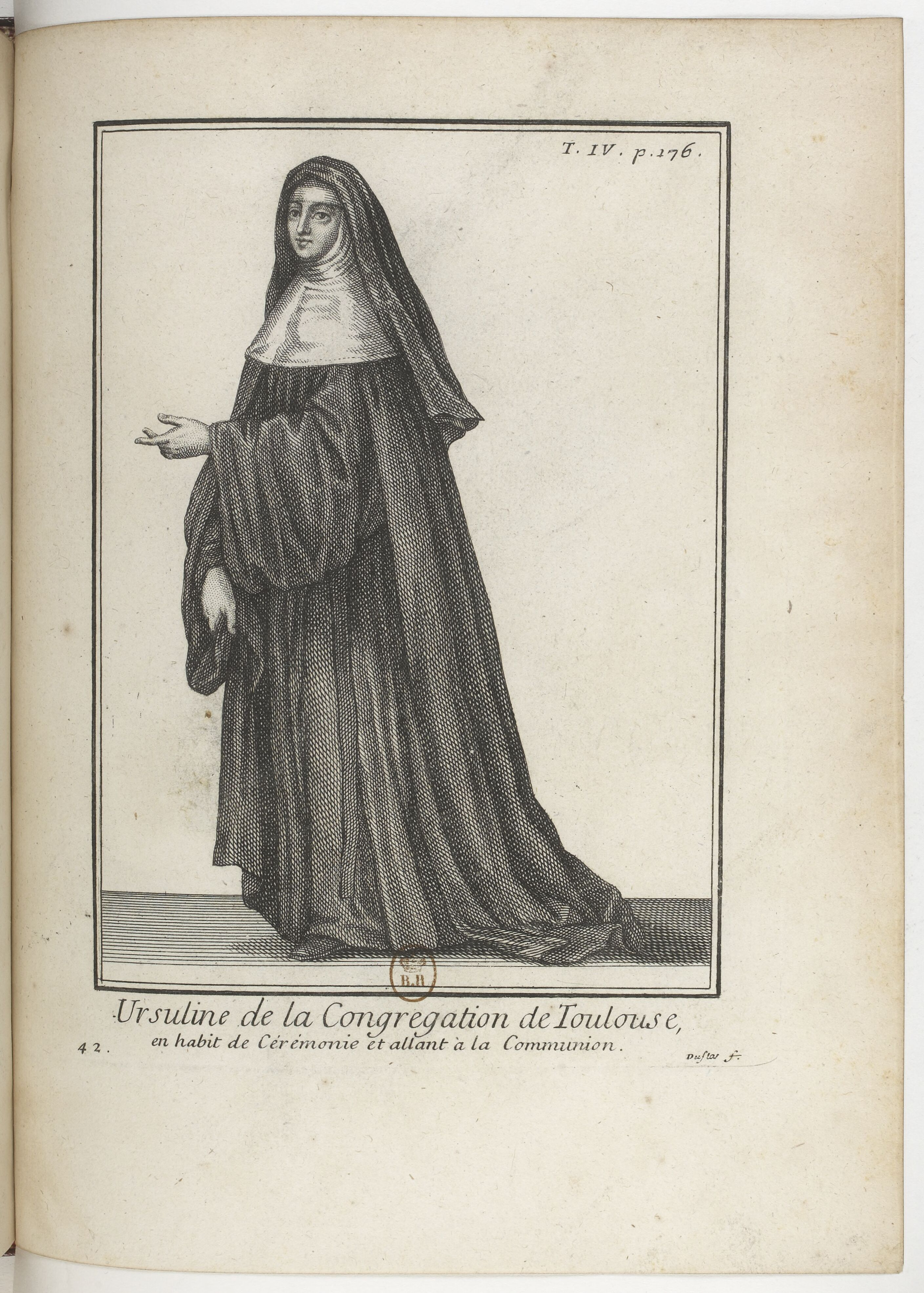
Habit pour les cérémonies et la communion de la congrégation de Toulouse
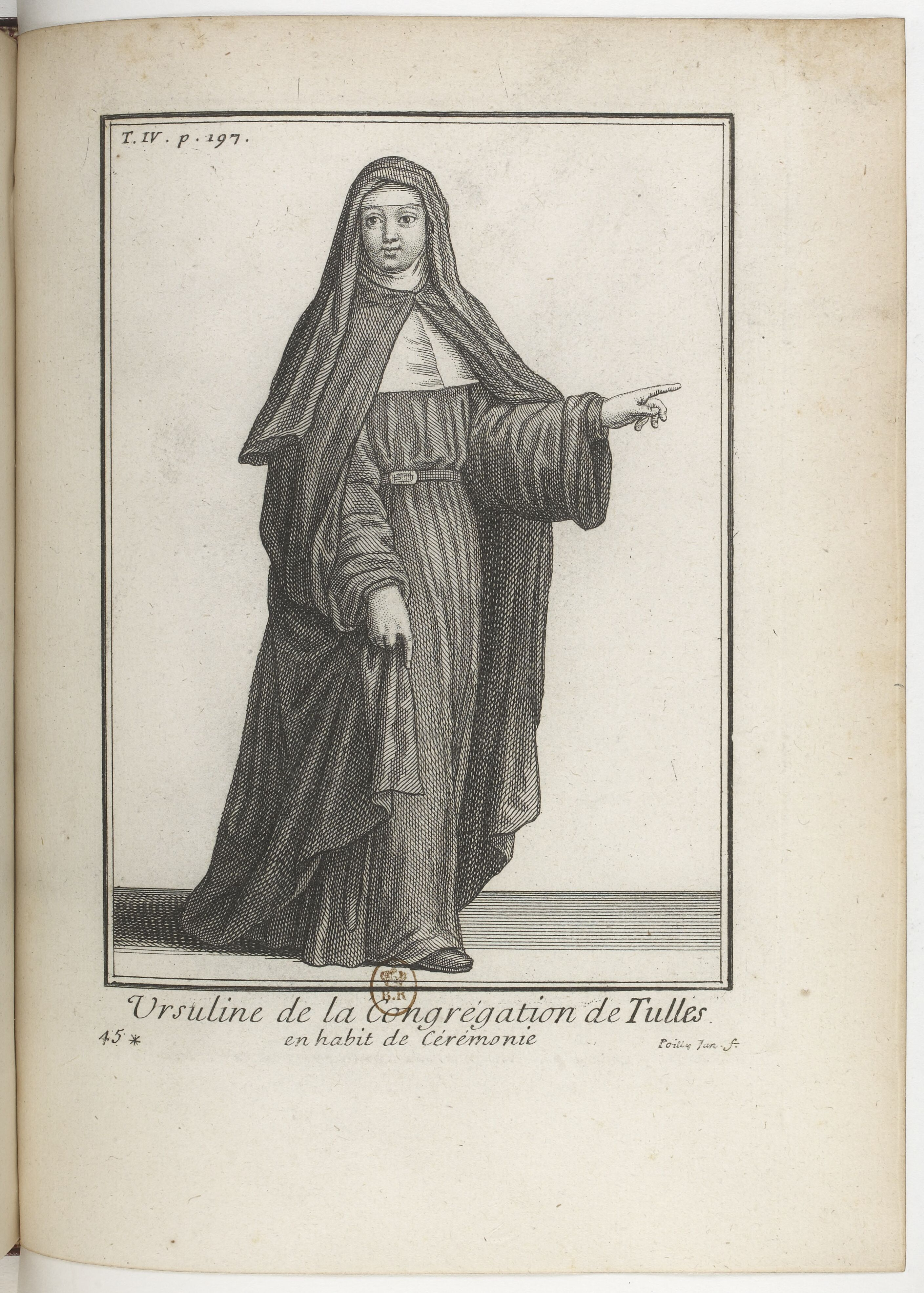
Habit des Ursulines de Tulle
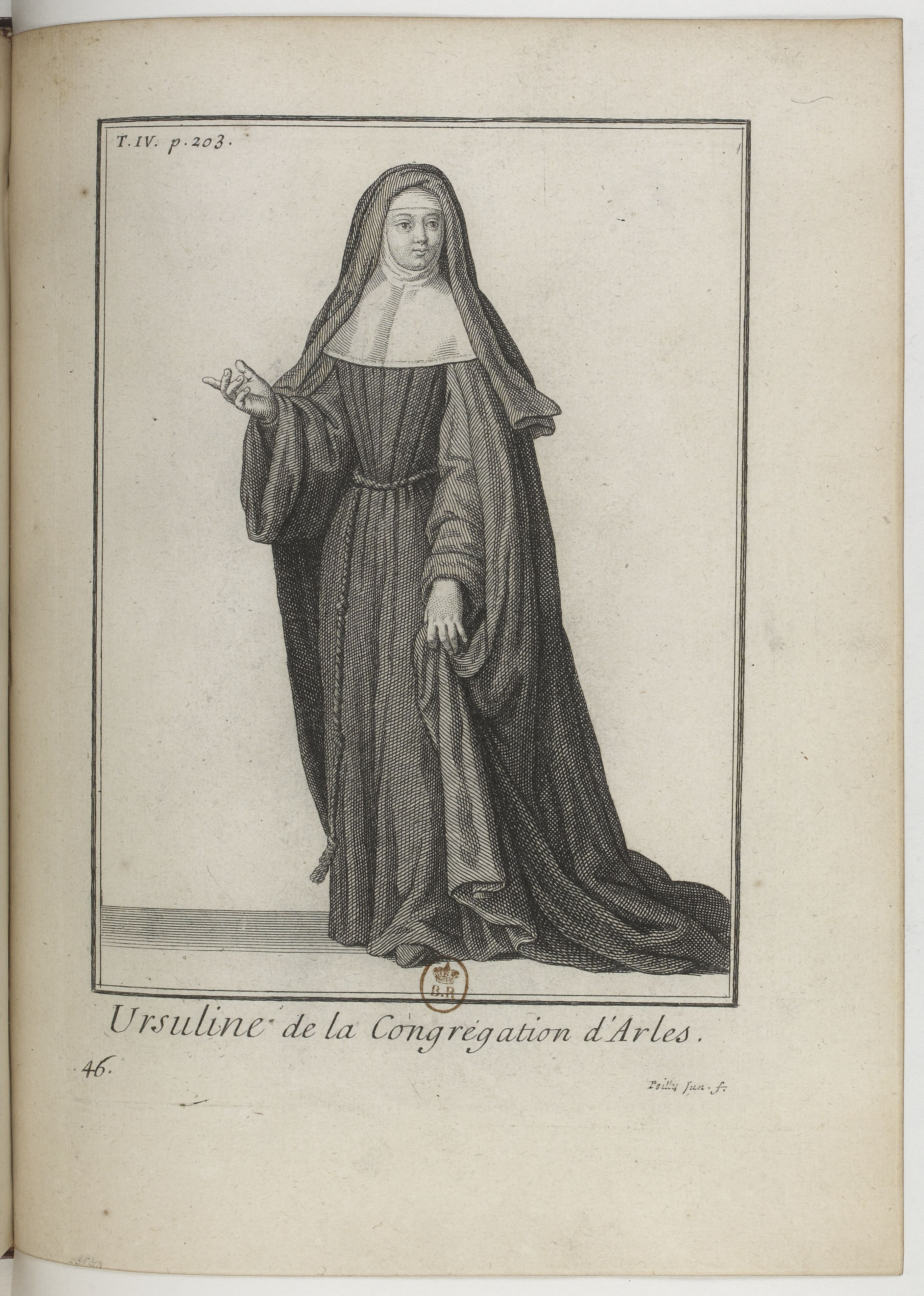
Habit des Ursulines d'Arles